# Ignace Jacques Parrocel
Ignace Jacques Parrocel (Avignone, 27 giugno 1667 – Mons, 1722) è stato un pittore e incisore francese.

## Biografia
Figlio maggiore di Louis e di Dorothée de Rostang, apparteneva alla dinastia di artisti Parrocel, che generò importanti pittori nel XVII e XVIII secolo. Il padre gli insegnò le basi fondamentali della pittura e poi lo mandò a Parigi presso lo zio Joseph per approfondire i suoi studi in materia.
A circa vent'anni ritornò ad Avignone, mentre il fratello terzogenito Pierre si recava presso lo zio Joseph come allievo.
Essendo il secondogenito Louis invalido, era suo dovere di figlio maggiore restare presso suo padre, che desiderava si stabilisse ad Avignone. Sì sposò così in quella città nel 1689 con Jeanne Marie Pérrier da cui ebbe dieci figli. Di questi solo il quartogenito, Etienne, si distinse come pittore.
.
Nel Contado Venassino, era consuetudine che l'autorità paterna fosse rispettata fino ad arrivare ad una sottomissione assoluta. Ignace, desideroso di viaggiare e di emulare il famoso zio Joseph, si sentiva costretto a vivere una vita insopportabile entro i vincoli paterni e del suo matrimonio ad Avignone.
Fu così che, essendo ormai morto il padre Louis, dopo quattordici anni di matrimonio, partì e da allora non fece che poche fugaci apparizioni in quel di Avignone, vuoi per portare il frutto dei suoi guadagni, vuoi per vedere i suoi figli.
Dotato di un notevole talento, Ignace Jacques disegnava e dipingeva con estrema facilità e fu quello che più si avvicinò allo stile di suo zio Joseph nel dipingere battaglie, pur non arrivando mai a superarlo. In quel periodo, il genere di pittura a cui si era dedicato andava per la maggiore, perciò Ignace lavorò in tutta Italia e in parte dell'Europa creandosi una buona reputazione.
Eseguì importanti opere a Vienna per l'Imperatore d'Austria e per il Principe Eugenio.
Ignace fu anche incisore: nel periodo trascorso ad Avignone incise la grande stampa rappresentante la fontana di Vaucluse.
Morì a Mons nel 1722, mentre era impegnato a decorare una galleria del palazzo del Duca d'Arenberg.

## Opere
- La Battaglia di Zenta
- La Battaglia di Casano
- La fine dell'assedio di Torino
- La Battaglia di Oudenaarde
- La Battaglia di Malplaquet
- La Battaglia di Hochstett
- Battaglia contro i Turchi, galleria del Belvedere Vienna
- Grande accampamento militare con in primo piano alcuni cavalieri e due cannoni di grosso calibro, olio su tela, galleria del Belvedere Vienna